# Anna Zgierun-Łacina
Anna Zgierun-Łacina (ur. w Toruniu) – polska pisarka, autorka serii bajek edukacyjnych, opowiadań fantastycznych i powieści obyczajowych, współautorka "Limerykowego Atlasu Powiatu Przasnyskiego".
Publikuje pod dwoma różnymi nazwiskami:
Jako Anna Łacina pisze powieści obyczajowe, które najchętniej zaliczyłaby do literatury familijnej, ponieważ są tak skonstruowane, że nie zaszkodzą młodemu czytelnikowi, natomiast przeznaczone są dla nieco starszego odbiorcy, a przynajmniej dla tych, którzy lubią konwencję literatury młodzieżowej.
Teksty sygnowane jako Anna Zgierun to albo fantastyka, albo książki dla dzieci młodszych (co często idzie w parze). W tym drugim przypadku zwykle jest to literatura edukacyjna.

## Książki

### Anna Zgierun
- Inwazja wirusów 2007 ilustr. Anna Niemierko (Multico 2007)[4]
- Wielki Napad 2008 ilustr. Anna Niemierko (Multico 2008)[5]
- Białe Szepty – antologia 2008 (Wydawnictwo Replika 2008)[6]
  - opowiadanie Il mago del potere
- Nawiedziny – antologia 2009 (Fabryka Słów 2009)[7]
  - opowiadanie Howling success

### Anna Łacina
- Sześć Dominika 2008 (Wydawnictwo Replika 2008)[8]
- Czynnik miłości 2010 (Nasza Księgarnia 2010)[9]
- Kradzione róże 2010 (Nasza Księgarnia 2010)[10]
- Telefony do przyjaciela 2012 (Nasza Księgarnia 2012)[11]
- Miłość pod Psią Gwiazdą 2013 (Nasza Księgarnia 2013)[12]
- Dzika jabłoń 2015 (Nasza Księgarnia 2015)[13]
- Niebo nad pustynią 2016 (Nasza Księgarnia 2016)[14]
- Zadzwoń, kocham cię 2017 (Nasza Księgarnia 2017)[15]
- Ostatnie wakacje 2018 (Nasza Księgarnia 2018)[16]
- Dziewczyna o perłowych włosach 2021 (Zysk i ska 2021)[17]
- Trzy panie w łóżku (nie licząc samotności) 2024 (Wydawnictwo Emocje 2024)[18]

"Czynnik miłości", "Kradzione róże", "Miłość pod Psią Gwiazdą" i "Ostatnie wakacje" stanowią tetralogię.

## Wyróżnienia i nagrody
Inwazja wirusów uzyskała wyróżnienie IBBY "Dziecięcy Bestseller Roku 2007" (dawniej Dong) „za udane połączenie treści dydaktycznych z dynamiczną szatą graficzną”.
Czynnik miłości otrzymał wyróżnienie IBBY „Książka Roku 2010”
natomiast Kradzione Róże zajęły III miejsce w plebiscycie "Książka na lato 2011" organizowanym przez portal „Przy kominku” a rok później Telefony do przyjaciela również zajęły III miejsce w plebiscycie "Książka na lato 2012" organizowanym przez ten sam portal